# Henry Stallard

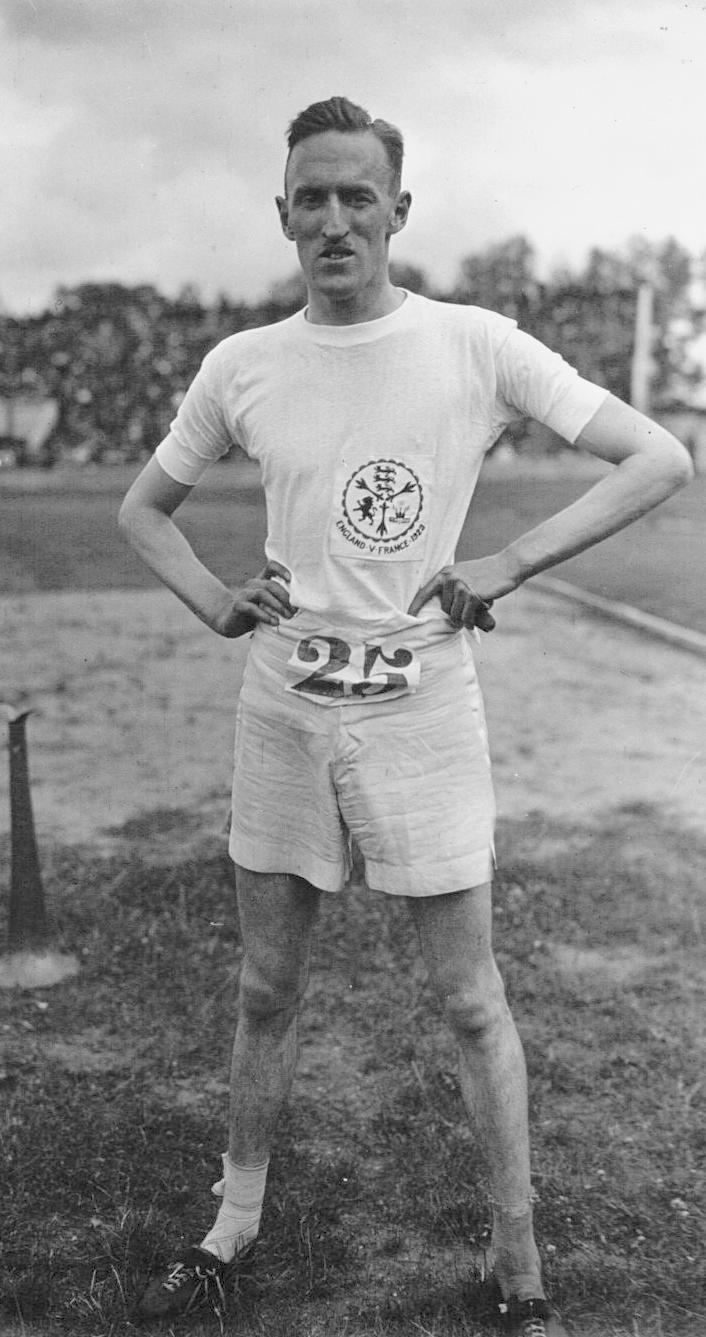
Henry Stallard 1923

Hyla Bristow „Henry“ Stallard (* 28. April 1901 in Leeds, West Yorkshire; † 21. Oktober 1973 in Hartfield, East Sussex) war ein britischer Mittelstreckenläufer, der in den frühen 1920er Jahren erfolgreich war. 

## Ausbildung und Beruf
Stallard studierte Medizin am Gonville and Caius College in Cambridge und war später in London als Augenarzt am St Bartholomew’s Hospital sowie am Moorfields Eye Hospital tätig. Im Jahr 1972 wurde er zum Präsidenten der britischen Ophthalmologischen Gesellschaft ernannt.

## Sportliche Laufbahn
Henry Stallard trat beim Oxbridge Sports Day erstmals in Erscheinung, wo er dreimal in Folge – 1920, 1921 und 1922 – über die Meile siegreich war. Auch bei den britischen Landesmeisterschaften stand er dreimal hintereinander auf dem Siegespodest:
- 1923: Meister über 1 Meile (4:21,6 min)
- 1924: Meister über 880 Yards (1:54,6 min)
- 1925: Meister über 440 Yards (50,0 s)

Im Jahr 1921 wurde er Vizemeister über 1 Meile, wobei er ebenso wie der Sieger Albert Hill unter dem bisherigen Landesrekord blieb und in 4:14,2 min seine persönliche Bestzeit um rund acht Sekunden verbesserte.
Auf einen Start im Jahr 1926 verzichtete er, nachdem er kurz vorher einem Patienten seines Krankenhauses Blut gespendet hatte.
Im Jahr 1924 nahm er an den Olympischen Spielen in Paris teil, wo er über 800 und 1500 Meter an den Start ging. Über 800 Meter gewann er sowohl den Vor- als auch den Zwischenlauf. Im Finale lief er mit 1:53,0 min persönliche Bestzeit, hatte aber das Pech, von dem zeitgleichen US-Amerikaner Schuyler Enck um Zentimeter auf Platz vier verwiesen zu werden. Noch schlimmer kam es für ihn im Vorlauf über 1500 Meter. Er wurde zwar in 4:11,8 min Erster, zog sich dabei jedoch einen Ermüdungsbruch im rechten Fuß zu. Trotz dieses Handicaps trat er im Finale an. Hier triumphierte der Finne Paavo Nurmi, der in der olympischen Rekordzeit von 3:53,6 min den Schweizer Willy Schärer um 1,4 Sekunden hinter sich ließ. Henry Stallard lief mit dem Mut der Verzweiflung – eine schmerzstillende Spritze war ihm verweigert worden – und machte das Unmögliche möglich: Er verdrängte den Olympiasieger über 800 Meter, seinen Landsmann Douglas Lowe, aus den Medaillenrängen und stellte mit 3:55,6 min einen britischen Landesrekord auf. Dafür wurde er mit der Bronzemedaille belohnt.
Henry Stallard war 1,86 m groß und wog 72 kg.

## Rekorde
- Juniorenrekord über 1 Meile in 4:27,5 min (1920)
- britischer Rekord über 1500 m in 3:55,6 min (1924)
- Weltrekord über 4 × 880 yds bei den Penn Relays (1920)

## Persönliche Bestleistungen
- 440 yds: 50,0 s, 1925
- 800 m: 1:53,0 min, 1924
- 1500 m: 3:55,6 min, 1924
- 1 Meile: 4:14,2 min, 1921